# ATPツアー・マスターズ1000
ATPツアー・マスターズ1000（英語: ATP Tour Masters 1000）は、男子プロテニス協会 (以下ATP) が運営するテニス競技大会の規格名称であり、グランドスラムやATPファイナルズに次ぐ規格に分類される大規模大会群である。カテゴリの色は金。

## 概要
ATPツアー・マスターズ1000はATPが1990年に男子プロツアーから引き継いで開始されたのが源流で、当初はATPチャンピオンシリーズ、96年より9大会開催されたことからスーパー9と呼ばれ、2000年よりテニス・マスターズ・シリーズ、2004年よりATPマスターズ・シリーズと改称。2009年よりATPワールドツアーの改編に伴って、名称と指定開催地に変更が施され、現在のATPツアー・マスターズ1000となった。
なお、現在も年9大会が開催されており、各大会の優勝者にはATPランキングのポイントが一律1000点与えられる。
ATPランキングの上位選手に出場資格義務があり、不当な理由で欠場した場合は翌年に参戦できないことがある。ただし、2009年よりATPが選手の負担を考慮して、例外的にモンテカルロ・マスターズについては出場義務を課さないことが決定した。また、ある規定の条件の実績を残した選手には出場義務が軽減される。
2022年6月、ATPはツアーを再編する計画を発表し、2023年からATPツアー・マスターズ1000のマドリード、ローマ、上海を、2025年からカナダとシンシナティを8日間（56ドロー）から12日間（96ドロー）の開催に変更するとした。

### 出場義務免除の条件
- 通算600試合出場。
- 年間12大会以上出場した年から12年プレー。
- 満31歳に達すること。

上記の条件を1つ満たすごとに、1大会の出場義務が免除される。また、3つの条件すべてを満たした選手については、全大会の出場義務が免除される。

### ATPランキングポイント
| 大会（ドロー）  | 優勝 | 準優勝 | ベスト4 | ベスト8 | ベスト16 | ベスト32 | ベスト64 | ベスト128 | 予選通過 | 予選2 | 予選1 |
| シングルス(96)  | 1000 | 650    | 400     | 200     | 100      | 50       | 30       | 10        | 20       | 10    | 0     |
| シングルス(56)  | 1000 | 650    | 400     | 200     | 100      | 50       | 10       | N/A       | 30       | 16    | 0     |
| ダブルス(32/28) | 1000 | 600    | 360     | 180     | 90       | 0        | N/A      | N/A       | N/A      | N/A   | N/A   |

### 記録
- 9大会全てに優勝することをゴールデン・マスターズと呼び、ノバク・ジョコビッチがシングルスで達成[2]。ダニエル・ネスターとブライアン兄弟の3名がダブルスで達成している。

## 大会一覧
| 大会名                                                              | 開催地         | 開催地                         | 会場                                     | 開始年 | サーフェス    | 開催月     | ドロー | 賞金       | 公式サイト |
| ------------------------------------------------------------------- | -------------- | ------------------------------ | ---------------------------------------- | ------ | ------------- | ---------- | ------ | ---------- | ---------- |
| BNPパリバ・オープン BNP Paribas Open                                | アメリカ合衆国 | インディアンウェルズ           | インディアンウェルズ・テニス・ガーデン   | 1974   | ハード        | 3月上旬    | 96     | $8,761,725 |            |
| マイアミ・オープン Miami Open presented by Itaú                     | アメリカ合衆国 | マイアミガーデンズ             | ハードロック・スタジアム                 | 1985   | ハード        | 3月下旬    | 96     | $8,761,725 |            |
| モンテカルロ・マスターズ Rolex Monte-Carlo Masters                  | フランス       | ロクブリュヌ＝カップ＝マルタン | モンテカルロ・カントリー・クラブ         | 1897   | クレー        | 4月中旬    | 56     | €5,572,875 |            |
| ムチュア・マドリード・オープン Mutua Madrid Open                    | スペイン       | マドリード                     | ラ・カハ・マヒカ                         | 2002   | クレー        | 5月上旬    | 96     | €6,901,635 |            |
| BNLイタリア国際 Internazionali BNL d'Italia                         | イタリア       | ローマ                         | フォロ・イタリコ                         | 1930   | クレー        | 5月中旬    | 96     | €5,572,875 |            |
| ナショナル・バンク・オープン National Bank Open presented by Rogers | カナダ         | トロント                       | ソビーズ・スタジアム                     | 1881   | ハード        | 8月上旬    | 56     | $6,104,210 |            |
| ナショナル・バンク・オープン National Bank Open presented by Rogers | カナダ         | モントリオール                 | スタッドIGA                              | 1881   | ハード        | 8月上旬    | 56     | $6,104,210 |            |
| シンシナティ・オープン Cincinnati Open                              | アメリカ合衆国 | メイソン                       | リンドナー・ファミリー・テニス・センター | 1899   | ハード        | 8月中旬    | 56     | $6,458,545 |            |
| 上海マスターズ Rolex Shanghai Masters                               | 中国           | 上海市                         | 上海旗忠森林体育城テニスセンター         | 2009   | ハード        | 10月中旬頃 | 96     | $7,875,885 |            |
| パリ・マスターズ Rolex Paris Masters                                | フランス       | パリ12区                       | ベルシー・アレナ                         | 1986   | ハード (室内) | 11月上旬頃 | 56     | €5,572,875 |            |

| 大会名                                        | 開催地 | 開催地     | 会場                 | 開始年 | サーフェス | 開催月  | ドロー | 賞金       | 備考                         | 公式サイト |
| --------------------------------------------- | ------ | ---------- | -------------------- | ------ | ---------- | ------- | ------ | ---------- | ---------------------------- | ---------- |
| ハンブルク・マスターズ Masters Series Hamburg | ドイツ | ハンブルク | アム・ローテンバウム | 1892   | クレー     | 5月中旬 | 64     | €2,270,000 | 2009年からATPツアー500に降格 |            |

1. ↑  2008年までは室内・ハード
2. ↑  2008年までは10月中旬
3. 1 2 3  2022年までは56ドロー
4. 1 2 3 4 5   “ATPが来年以降マドリード、ローマ、上海などのマスターズ1000大会の期間、ドロー数を拡大。賞金増額で選手と大会が利益分配も”. https://tennisclassic.jp/. 2022年6月10日閲覧。
5. ↑  2020年は新型コロナウイルス感染症の世界的流行に伴うスケジュール変更により9月中旬に開催
6. 1 2  2025年から96ドローに拡大
7. 1 2  2020年は新型コロナウイルス感染症の世界的流行に伴うスケジュール変更によりニューヨークのUSTAビリー・ジーン・キング・ナショナル・テニス・センター (全米オープンの会場) で開催
8. ↑  2006年までは室内・カーペット
9. ↑  2019年までは48ドロー
10. ↑  ATPツアー500降格前の2008年のデータ

| インディアンウェルズマイアミモンテカルロマドリードローマモントリオールトロントシンシナティ上海パリATPツアー・マスターズ1000 (地球) |

## 優勝者一覧
|      | インディアン ウェルズ | マイアミ       | モンテカルロ | マドリード   | ローマ         | カナダ             | シンシナティ   | 上海           | パリ           |
| ---- | --------------------- | -------------- | ------------ | ------------ | -------------- | ------------------ | -------------- | -------------- | -------------- |
| 2009 | ナダル                | マリー         | ナダル       | フェデラー   | ナダル         | マリー             | フェデラー     | ダビデンコ     | ジョコビッチ   |
| 2010 | リュビチッチ          | ロディック     | ナダル       | ナダル       | ナダル         | マリー             | フェデラー     | マリー         | セーデリング   |
| 2011 | ジョコビッチ          | ジョコビッチ   | ナダル       | ジョコビッチ | ジョコビッチ   | ジョコビッチ       | マリー         | マリー         | フェデラー     |
| 2012 | フェデラー            | ジョコビッチ   | ナダル       | フェデラー   | ナダル         | ジョコビッチ       | フェデラー     | ジョコビッチ   | フェレール     |
| 2013 | ナダル                | マリー         | ジョコビッチ | ナダル       | ナダル         | ナダル             | ナダル         | ジョコビッチ   | ジョコビッチ   |
| 2014 | ジョコビッチ          | ジョコビッチ   | ワウリンカ   | ナダル       | ジョコビッチ   | ツォンガ           | フェデラー     | フェデラー     | ジョコビッチ   |
| 2015 | ジョコビッチ          | ジョコビッチ   | ジョコビッチ | マリー       | ジョコビッチ   | マリー             | フェデラー     | ジョコビッチ   | ジョコビッチ   |
| 2016 | ジョコビッチ          | ジョコビッチ   | ナダル       | ジョコビッチ | マリー         | ジョコビッチ       | チリッチ       | マリー         | マリー         |
| 2017 | フェデラー            | フェデラー     | ナダル       | ナダル       | A.ズベレフ     | A.ズベレフ         | ディミトロフ   | フェデラー     | ソック         |
| 2018 | デル・ポトロ          | イスナー       | ナダル       | A.ズベレフ   | ナダル         | ナダル             | ジョコビッチ   | ジョコビッチ   | ハチャノフ     |
| 2019 | ティーム              | フェデラー     | フォニーニ   | ジョコビッチ | ナダル         | ナダル             | メドベージェフ | メドベージェフ | ジョコビッチ   |
| 2020 | 中止                  | 中止           | 中止         | 中止         | ジョコビッチ   | 中止               | ジョコビッチ   | 中止           | メドベージェフ |
| 2021 | ノリー                | フルカチュ     | チチパス     | A.ズベレフ   | ナダル         | メドベージェフ     | A.ズベレフ     | 中止           | ジョコビッチ   |
| 2022 | フリッツ              | アルカラス     | チチパス     | アルカラス   | ジョコビッチ   | カレーニョ・ブスタ | チョリッチ     | 中止           | ルーネ         |
| 2023 | アルカラス            | メドベージェフ | ルブレフ     | アルカラス   | メドベージェフ | シナー             | ジョコビッチ   | フルカチュ     | ジョコビッチ   |
| 2024 | アルカラス            | シナー         | チチパス     | ルブレフ     | A.ズベレフ     | ポピリン           | シナー         | シナー         | A.ズベレフ     |
| 2025 | ドレイパー            | メンシーク     | アルカラス   | ルード       | アルカラス     | シェルトン         | アルカラス     |                |                |

- BIG4は色づけした。

1. 1 2 3  2020年は新型コロナウイルス感染症の世界的流行に伴うスケジュール変更による。

## 優勝回数ランキング

### 1990年 -
|     | 選手名                   | 回数 |
| --- | ------------------------ | ---- |
| 1.  | ノバク・ジョコビッチ     | 40   |
| 2.  | ラファエル・ナダル       | 36   |
| 3.  | ロジャー・フェデラー     | 28   |
| 4.  | アンドレ・アガシ         | 17   |
| 5.  | アンディ・マリー         | 14   |
| 6.  | ピート・サンプラス       | 11   |
| 7.  | トーマス・ムスター       | 8    |
| 7.  | カルロス・アルカラス     | 8    |
| 9.  | マイケル・チャン         | 7    |
| 9.  | アレクサンダー・ズベレフ | 7    |
| 11. | ダニール・メドベージェフ | 6    |
| 12. | ジム・クーリエ           | 5    |
| 12. | ボリス・ベッカー         | 5    |
| 12. | マルセロ・リオス         | 5    |
| 12. | グスタボ・クエルテン     | 5    |
| 12. | マラト・サフィン         | 5    |
| 12. | アンディ・ロディック     | 5    |

太字は現役選手

### 現制度 (2009年 - )
|     | 選手名                           | 回数 |
| --- | -------------------------------- | ---- |
| 1.  | ノバク・ジョコビッチ             | 36   |
| 2.  | ラファエル・ナダル               | 24   |
| 3.  | ロジャー・フェデラー             | 14   |
| 4.  | アンディ・マリー                 | 12   |
| 5.  | カルロス・アルカラス             | 8    |
| 6.  | アレクサンダー・ズベレフ         | 7    |
| 7.  | ダニール・メドベージェフ         | 6    |
| 8.  | ヤニック・シナー                 | 4    |
| 9.  | ステファノス・チチパス           | 3    |
| 10. | フベルト・フルカチュ             | 2    |
| 10. | アンドレイ・ルブレフ             | 2    |
| 12. | ニコライ・ダビデンコ             | 1    |
| 12. | イワン・リュビチッチ             | 1    |
| 12. | アンディ・ロディック             | 1    |
| 12. | ロビン・セーデリング             | 1    |
| 12. | ダビド・フェレール               | 1    |
| 12. | スタン・ワウリンカ               | 1    |
| 12. | ジョー＝ウィルフリード・ツォンガ | 1    |
| 12. | マリン・チリッチ                 | 1    |
| 12. | グリゴール・ディミトロフ         | 1    |
| 12. | ジャック・ソック                 | 1    |
| 12. | フアン・マルティン・デル・ポトロ | 1    |
| 12. | ジョン・イスナー                 | 1    |
| 12. | カレン・ハチャノフ               | 1    |
| 12. | ドミニク・ティーム               | 1    |
| 12. | ファビオ・フォニーニ             | 1    |
| 12. | キャメロン・ノリー               | 1    |
| 12. | テイラー・フリッツ               | 1    |
| 12. | パブロ・カレーニョ・ブスタ       | 1    |
| 12. | ボルナ・チョリッチ               | 1    |
| 12. | ホルガ・ルーネ                   | 1    |
| 12. | アレクセイ・ポピリン             | 1    |
| 12. | ジャック・ドレイパー             | 1    |
| 12. | ヤクプ・メンシーク               | 1    |
| 12. | キャスパー・ルード               | 1    |
| 12. | ベン・シェルトン                 | 1    |

太字は現役選手

## キャリア・ゴールデン・マスターズ
選手生活の間に9大会全てに優勝することをキャリア・ゴールデン・マスターズと呼ぶ。
また複数回達成（9大会すべてで複数回優勝）した選手は、名前の右の括弧内に回数を示す。

### シングルス
|    | 達成者                   | インディアンウェルズ | マイアミ | モンテカルロ | マドリード | ローマ | カナダ | シンシナティ | 上海   | パリ   |
| -- | ------------------------ | -------------------- | -------- | ------------ | ---------- | ------ | ------ | ------------ | ------ | ------ |
| 1. | ノバク・ジョコビッチ (2) | 2008年               | 2007年   | 2013年       | 2011年     | 2008年 | 2007年 | 2018年       | 2012年 | 2009年 |

### ダブルス
|    | 達成者                                             | インディアンウェルズ | マイアミ | モンテカルロ | マドリード | ローマ | カナダ | シンシナティ | 上海   | パリ   |
| -- | -------------------------------------------------- | -------------------- | -------- | ------------ | ---------- | ------ | ------ | ------------ | ------ | ------ |
| 1. | ダニエル・ネスター                                 | 1997年               | 2002年   | 2009年       | 2002年     | 1997年 | 2000年 | 1996年       | 2011年 | 2009年 |
| 2. | ブライアン兄弟 ボブ・ブライアン マイク・ブライアン | 2013年               | 2007年   | 2007年       | 2006年     | 2008年 | 2002年 | 2003年       | 2014年 | 2005年 |

## テレビ中継
日本では放映権をWOWOWが獲得している。
2015年から2022年までNHK BS1（一部地上波総合テレビ）でも放送されていた。